# Украинский уланский полк
Украинский уланский полк — кавалерийская воинская часть Русской императорской армии, существовавшая с 1812 по 1856 год.

## История полка
В 1812 году, на основании распоряжения от 5 июня 1812 года, под руководством полковника графа де-Витта на территории Киевской и Каменец-Подольской губерний сформирован 8-эскадронный 1-й Украинский казачий полк.
Полк принял участие в Отечественной войне 1812 года и Заграничном походе Русской армии 1813—1814 годов, за заслуги в которых полку пожалованы серебряные трубы.
26 октября 1816 года приказано привести в состав 6 действующих и 1 запасного эскадронов; полк переименован в 1-й Украинский уланский полк, в составе Украинской уланской дивизии (с 18 сентября 1818 года — 3-я уланская дивизия).
31 декабря 1817 года приказано половину личного состава 1-го Украинского уланского полка выделить на сформирование нового 3-го Украинского уланского полка; полк приведён в состав 6 действующих, 3 поселенных и 3 резервных эскадронов.
Полк назначен к поселению в Херсонской губернии, где образован округ военного поселения полка.
5 мая 1827 года велено резервные эскадроны составить из строевых нижних чинов и кантонистов, а поселенцев распределить в поселенные эскадроны, отдельно от резервных.
20 декабря 1828 года на гербы шапок и пуговицы присвоен № 9.
25 июня 1830 года 1-й Украинский уланский полк переименован в Украинский уланский полк.
В 1831 году полк принял участие в усмирении польского восстания: при Грохове, Лопацианке, у Нура, у с. Бронише, при штурме Воли и Варшавы. Награждён знаками на шапки с надписью «За отличiе».
21 марта 1832 года приказано полк оставить в составе 6 действующих и 3 резервных эскадронов, а поселенные эскадроны выделить в ведение особого начальника. Поселенные эскадроны названы 5-м кавалерийским округом Новороссийского военного поселения.
21 марта 1833 года полк приказано привести в состав 8 действующих и 1 резервного эскадронов, в составе 1-й бригады 2-й уланской дивизии. На гербы шапок и пуговицы присвоен № 19; установлена гнедая масть лошадей.
30 августа 1834 года повелено иметь для полка в запасных войсках запасный полуэскадрон № 41.
23 марта 1835 года 7-й эскадрон Украинского уланского полка передан в Сумской гусарский полк, где переименован в резервный эскадрон; 8-й эскадрон Украинского уланского полка передан в Смоленский уланский полк, где также переименован в резервный. Украинский уланский полк приведён в состав 6 действующих и 1 резервного эскадронов.
4 апреля 1836 года запасному полуэскадрону присвоен № 37.
8 августа 1836 года приказано в 5-м кавалерийском округе Новороссийского военного поселения учредить 2 эскадрона кантонистов, для комплектования полка обученными унтер-офицерами.
23 декабря 1841 года упразднён резервный эскадрон.
25 января 1842 года приказано для Украинского уланского полка иметь в составе запасных войск резервный и запасный эскадроны, комплектуемые из числа бессрочноотпускных нижних чинов.
18 декабря 1848 года повелено иметь для резервного и запасного эскадронов постоянные кадры. 
19 сентября 1849 года полку пожаловано шефство эрцгерцога Австрийского Леопольда, в связи с чем полк переименован в Уланский Его Императорского Высочества Эрц-Герцога Леопольда полк.
31 декабря 1851 года в ходе реорганизации полков кавалерии приказано к Уланскому Его Императорского Высочества Эрц-Герцога Леопольда полку в качестве 7-го и 8-го эскадронов присоединить 7-й и 8-й эскадроны расформированного Оренбургского уланского полка (бывшие до 1833 года эскадронами Польского уланского полка). Резервный и запасный эскадроны и их кадры приказано расформировать; в резервной кавалерийской дивизии учреждён резервный эскадрон № 9-й, в запасных войсках — запасный эскадрон № 10-й. На гербы шапок и пуговицы присвоен № 15. Полк вошёл в состав Резервной уланской дивизии.
3 июля 1856 года 1-й и 2-й эскадроны Уланского Его Императорского Высочества Эрц-Герцога Леопольда полка (бывшего Украинского) со всеми знаками отличия переданы, в качестве 3-го дивизиона, в состав Бугского уланского полка. Остальные эскадроны бывшего Уланского Его Императорского Высочества Эрц-Герцога Леопольда полка расформированы.

## Отличия полка
30 августа 1814 года пожалованы серебряные трубы с надписью «1-го Украинскаго Казачьяго полка, 30-го Августа 1814 года» (31 декабря 1817 года половина серебряных труб передана новосформированному 3-му Украинскому уланскому полку).
6 декабря 1831 года пожалованы на шапки знаки с надписью «За отличiе».
1 января 1832 года пожалованы три штандарта (образца 1827 года; красные углы, серебряное шитьё), по одному на дивизион.
3 апреля 1834 года пожалован штандарт 4-му дивизиону (23 марта 1835 года повелено сдать на хранение).
31 декабря 1851 года в 4-й дивизион передан штандарт 4-го дивизиона бывшего Оренбургского уланского полка. 4-му дивизиону для уравнивания с прочими дивизионами пожалованы на шапки знаки с надписью «За отличiе».
3 июля 1856 года штандарт, знаки на головные уборы и серебряные трубы 1-го дивизиона переданы в 3-й (позднее — 2-й) дивизион Бугского уланского полка. Остальные штандарты сданы на хранение.

## Шефы полка
- 24.02.1813 — 01.09.1814 — генерал-майор граф Иван Осипович Де-Витт
- 30.08.1831 — 21.06.1840 — генерал от кавалерии граф Иван Осипович Де-Витт
- 19.09.1849 — 03.07.1856 — эрцгерцог Австрийский Леопольд

## Командиры полка
- 07.06.1812 — 28.11.1823 — майор (подполковник, полковник) Антон Станиславович фон Пихельштейн
- 28.11.1823 — 10.03.1833 — подполковник (полковник) Егор Иванович Траскин
- 10.03.1833 — 01.01.1838 — полковник Павел Сергеевич Ланской
- 01.02.1838 — 13.02.1841 — полковник Пётр Александрович Казадаев
- 13.02.1841 — 11.04.1844 — полковник (генерал-майор) Александр Фёдорович Багговут
- 11.04.1844 — 04.07.1856 — (до 31.10.1845 командующий) подполковник (полковник, генерал-майор) Александр Евгеньевич Терпелевский